# Heineken Cup 2013/14

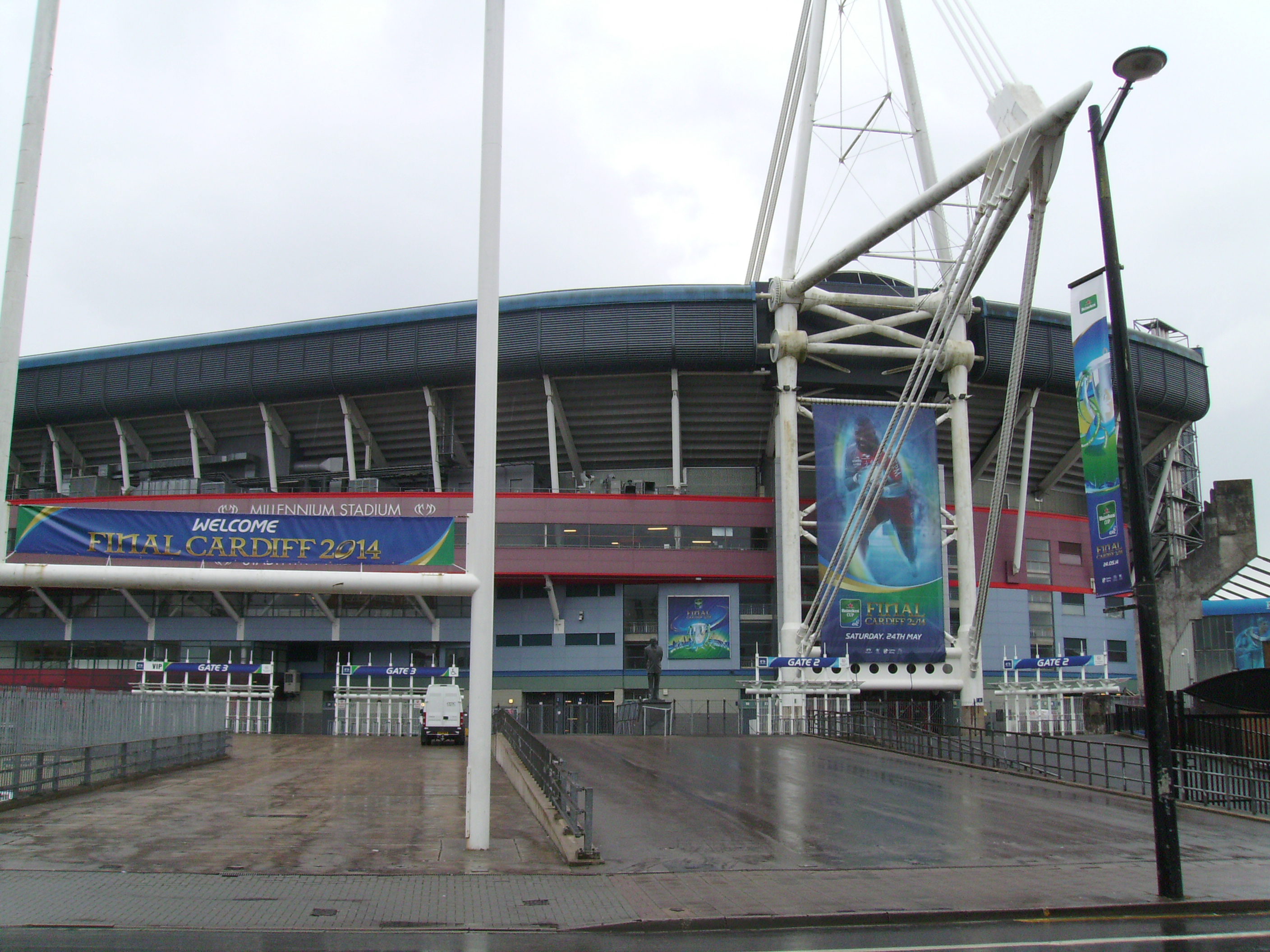
Das Millennium Stadium am Finaltag

Der Heineken Cup 2013/14 war die 19. und letzte Ausgabe des Heineken Cup, dem wichtigsten europäischen Pokalwettbewerb im Rugby Union (im folgenden Jahr durch den European Rugby Champions Cup abgelöst). Es waren 24 Mannschaften aus sechs Ländern beteiligt. Der Wettbewerb begann am 11. Oktober 2013, das Finale fand am 24. Mai 2014 im Millennium Stadium in Cardiff statt. Titelverteidiger war der französische Verein RC Toulon, der zum zweiten Mal in Folge das Turnier für sich entschied.

## Modus
Die Teilnehmer wurden am 5. Juni 2013 in sechs Gruppen mit je vier Mannschaften eingeteilt. Die Setzreihenfolge basierte auf den Ergebnissen der einzelnen Vereine in den vorangegangenen Jahren. Jede Mannschaft spielte je ein Heim- und ein Auswärtsspiel gegen die drei Gruppengegner. In der Gruppenphase erhielten die Mannschaften:
- vier Punkte für einen Sieg
- zwei Punkte für ein Unentschieden
- einen Bonuspunkt bei vier oder mehr Versuchen
- einen Bonuspunkt bei einer Niederlage mit sieben oder weniger Punkten Differenz

Für das Viertelfinale qualifizierten sich die sechs Gruppensieger (nach Anzahl gewonnener Punkte auf den Plätzen 1–6 klassiert) und die zwei besten Gruppenzweiten (auf den Plätzen 7–8 klassiert). Mannschaften auf den Plätzen 1–4 hatten im Viertelfinale Heimrecht. Es spielten der Erste gegen den Achten, der Zweite gegen den Siebten, der Dritte gegen den Sechsten und der Vierte gegen den Fünften. Drei der vier übrig gebliebenen Gruppenzweiten qualifizierten sich für das Viertelfinale des European Challenge Cup 2013/14.

## Gruppenphase

### Gruppe 1
|    | Team               | Spiele | Siege | Unent. | Ndlg. | Spiel- punkte | Diff. | Bonus- punkte | Tabellen- punkte |
| -- | ------------------ | ------ | ----- | ------ | ----- | ------------- | ----- | ------------- | ---------------- |
| 1. | Leinster Rugby     | 6      | 5     | 0      | 1     | 152:66        | + 86  | 2             | 22               |
| 2. | Northampton Saints | 6      | 4     | 0      | 2     | 107:104       | + 3   | 1             | 17               |
| 3. | Castres Olympique  | 6      | 2     | 0      | 4     | 78:104        | − 26  | 1             | 9                |
| 4. | Ospreys            | 6      | 1     | 0      | 5     | 75:138        | − 63  | 1             | 5                |

| 12. Oktober 2013 16:40 MESZ | Castres Olympique | 19 : 13 | Northampton Saints | Stade Pierre-Antoine, Castres Zuschauer: 7.624 |
| 12. Oktober 2013 16:40 MESZ | Bericht           |         |                    | Stade Pierre-Antoine, Castres Zuschauer: 7.624 |

| 12. Oktober 2013 18:00 WESZ | Ospreys | 9 : 19 | Leinster Rugby | Liberty Stadium, Swansea Zuschauer: 12.378 |
| 12. Oktober 2013 18:00 WESZ | Bericht |        |                | Liberty Stadium, Swansea Zuschauer: 12.378 |

| 19. Oktober 2013 15:40 WESZ | Leinster Rugby | 19 : 7 | Castres Olympique | RDS Arena, Dublin Zuschauer: 18.542 |
| 19. Oktober 2013 15:40 WESZ | Bericht        |        |                   | RDS Arena, Dublin Zuschauer: 18.542 |

| 20. Oktober 2013 12:45 WESZ | Northampton Saints | 27 : 16 | Ospreys | Franklin’s Gardens, Northampton Zuschauer: 13.182 |
| 20. Oktober 2013 12:45 WESZ | Bericht            |         |         | Franklin’s Gardens, Northampton Zuschauer: 13.182 |

| 6. Dezember 2013 21:00 MEZ | Castres Olympique | 15 : 9 | Ospreys | Stade Pierre-Antoine, Castres Zuschauer: 7.108 |
| 6. Dezember 2013 21:00 MEZ | Bericht           |        |         | Stade Pierre-Antoine, Castres Zuschauer: 7.108 |

| 7. Dezember 2013 18:00 WEZ | Northampton Saints | 7 : 40 | Leinster Rugby | Franklin’s Gardens, Northampton Zuschauer: 13.475 |
| 7. Dezember 2013 18:00 WEZ | Bericht            |        |                | Franklin’s Gardens, Northampton Zuschauer: 13.475 |

| 13. Dezember 2013 20:00 WEZ | Ospreys | 21 : 12 | Castres Olympique | Liberty Stadium, Swansea Zuschauer: 6.385 |
| 13. Dezember 2013 20:00 WEZ | Bericht |         |                   | Liberty Stadium, Swansea Zuschauer: 6.385 |

| 14. Dezember 2013 18:00 WEZ | Leinster Rugby | 9 : 18 | Northampton Saints | Aviva Stadium, Dublin Zuschauer: 47.370 |
| 14. Dezember 2013 18:00 WEZ | Bericht        |        |                    | Aviva Stadium, Dublin Zuschauer: 47.370 |

| 12. Januar 2014 12:45 WEZ | Ospreys | 17 : 29 | Northampton Saints | Liberty Stadium, Swansea Zuschauer: 8.347 |
| 12. Januar 2014 12:45 WEZ | Bericht |         |                    | Liberty Stadium, Swansea Zuschauer: 8.347 |

| 12. Januar 2014 13:45 MEZ | Castres Olympique | 22 : 29 | Leinster Rugby | Stade Pierre-Antoine, Castres Zuschauer: 8.082 |
| 12. Januar 2014 13:45 MEZ | Bericht           |         |                | Stade Pierre-Antoine, Castres Zuschauer: 8.082 |

| 17. Januar 2014 20:00 WEZ | Leinster Rugby | 36 : 3 | Ospreys | RDS Arena, Dublin Zuschauer: 18.500 |
| 17. Januar 2014 20:00 WEZ | Bericht        |        |         | RDS Arena, Dublin Zuschauer: 18.500 |

| 17. Januar 2014 20:00 WEZ | Northampton Saints | 13 : 3 | Castres Olympique | Franklin’s Gardens, Northampton Zuschauer: 12.302 |
| 17. Januar 2014 20:00 WEZ | Bericht            |        |                   | Franklin’s Gardens, Northampton Zuschauer: 12.302 |

### Gruppe 2
|    | Team             | Spiele | Siege | Unent. | Ndlg. | Spiel- punkte | Diff. | Bonus- punkte | Tabellen- punkte |
| -- | ---------------- | ------ | ----- | ------ | ----- | ------------- | ----- | ------------- | ---------------- |
| 1. | RC Toulon        | 6      | 5     | 0      | 1     | 170:104       | + 66  | 4             | 24               |
| 2. | Cardiff Blues    | 6      | 3     | 0      | 3     | 119:148       | − 29  | 2             | 14               |
| 3. | Exeter Chiefs    | 6      | 2     | 0      | 4     | 118:123       | − 5   | 4             | 12               |
| 4. | Glasgow Warriors | 6      | 2     | 0      | 4     | 98:130        | − 32  | 3             | 11               |

| 13. Oktober 2013 12:45 WESZ | Exeter Chiefs | 44 : 29 | Cardiff Blues | Sandy Park, Exeter Zuschauer: 8.751 |
| 13. Oktober 2013 12:45 WESZ | Bericht       |         |               | Sandy Park, Exeter Zuschauer: 8.751 |

| 13. Oktober 2013 16:00 MESZ | RC Toulon | 51 : 28 | Glasgow Rugby | Stade Mayol, Toulon Zuschauer: 14.145 |
| 13. Oktober 2013 16:00 MESZ | Bericht   |         |               | Stade Mayol, Toulon Zuschauer: 14.145 |

| 19. Oktober 2013 13:35 WESZ | Cardiff Blues | 19 : 15 | RC Toulon | Cardiff Arms Park, Cardiff Zuschauer: 11.573 |
| 19. Oktober 2013 13:35 WESZ | Bericht       |         |           | Cardiff Arms Park, Cardiff Zuschauer: 11.573 |

| 20. Oktober 2013 14:00 WESZ | Glasgow Warriors | 20 : 16 | Exeter Chiefs | Scotstoun Stadium, Glasgow Zuschauer: 6.047 |
| 20. Oktober 2013 14:00 WESZ | Bericht          |         |               | Scotstoun Stadium, Glasgow Zuschauer: 6.047 |

| 6. Dezember 2013 20:00 WEZ | Cardiff Blues | 29 : 20 | Glasgow Warriors | Cardiff Arms Park, Cardiff Zuschauer: 6.144 |
| 6. Dezember 2013 20:00 WEZ | Bericht       |         |                  | Cardiff Arms Park, Cardiff Zuschauer: 6.144 |

| 7. Dezember 2013 13:35 WEZ | Exeter Chiefs | 9 : 14 | RC Toulon | Sandy Park, Exeter Zuschauer: 10.744 |
| 7. Dezember 2013 13:35 WEZ | Bericht       |        |           | Sandy Park, Exeter Zuschauer: 10.744 |

| 13. Dezember 2013 20:00 WEZ | Glasgow Warriors | 7 : 9 | Cardiff Blues | Scotstoun Stadium, Glasgow Zuschauer: 5.429 |
| 13. Dezember 2013 20:00 WEZ | Bericht          |       |               | Scotstoun Stadium, Glasgow Zuschauer: 5.429 |

| 14. Dezember 2013 14:35 MEZ | RC Toulon | 32 : 20 | Exeter Chiefs | Stade Mayol, Toulon Zuschauer: 13.567 |
| 14. Dezember 2013 14:35 MEZ | Bericht   |         |               | Stade Mayol, Toulon Zuschauer: 13.567 |

| 11. Januar 2014 15:00 WEZ | Exeter Chiefs | 10 : 15 | Glasgow Warriors | Sandy Park, Exeter Zuschauer: 6.978 |
| 11. Januar 2014 15:00 WEZ | Bericht       |         |                  | Sandy Park, Exeter Zuschauer: 6.978 |

| 11. Januar 2014 16:40 MEZ | RC Toulon | 43 : 20 | Cardiff Blues | Stade de Nice, Nizza Zuschauer: 31.170 |
| 11. Januar 2014 16:40 MEZ | Bericht   |         |               | Stade de Nice, Nizza Zuschauer: 31.170 |

| 18. Januar 2014 15:40 WEZ | Cardiff Blues | 13 : 19 | Exeter Chiefs | Cardiff Arms Park, Cardiff Zuschauer: 12.125 |
| 18. Januar 2014 15:40 WEZ | Bericht       |         |               | Cardiff Arms Park, Cardiff Zuschauer: 12.125 |

| 18. Januar 2014 15:40 WEZ | Glasgow Warriors | 8 : 15 | RC Toulon | Scotstoun Stadium, Glasgow Zuschauer: 6.541 |
| 18. Januar 2014 15:40 WEZ | Bericht          |        |           | Scotstoun Stadium, Glasgow Zuschauer: 6.541 |

### Gruppe 3
|    | Team             | Spiele | Siege | Unent. | Ndlg. | Spiel- punkte | Diff. | Bonus- punkte | Tabellen- punkte |
| -- | ---------------- | ------ | ----- | ------ | ----- | ------------- | ----- | ------------- | ---------------- |
| 1. | Stade Toulousain | 6      | 5     | 0      | 1     | 143:63        | + 80  | 3             | 23               |
| 2. | Saracens         | 6      | 4     | 0      | 2     | 217:74        | + 143 | 4             | 20               |
| 3. | Connacht Rugby   | 6      | 3     | 0      | 3     | 101:147       | − 46  | 1             | 13               |
| 4. | Zebre            | 6      | 0     | 0      | 6     | 33:210        | − 177 | 0             | 0                |

| 11. Oktober 2013 20:00 WESZ | Connacht Rugby | 17 : 23 | Saracens | Galway Sportsgrounds, Galway Zuschauer: 7.546 |
| 11. Oktober 2013 20:00 WESZ | Bericht        |         |          | Galway Sportsgrounds, Galway Zuschauer: 7.546 |

| 11. Oktober 2013 21:00 MESZ | Stade Toulousain | 38 : 5 | Zebre | Stade Ernest-Wallon, Toulouse Zuschauer: 12.008 |
| 11. Oktober 2013 21:00 MESZ | Bericht          |        |       | Stade Ernest-Wallon, Toulouse Zuschauer: 12.008 |

| 18. Oktober 2013 19:45 WESZ | Saracens | 16 : 17 | Stade Toulousain | Wembley Stadium, London Zuschauer: 61.248 |
| 18. Oktober 2013 19:45 WESZ | Bericht  |         |                  | Wembley Stadium, London Zuschauer: 61.248 |

| 19. Oktober 2013 14:35 MESZ | Zebre   | 6 : 33 | Connacht Rugby | Stadio XXV Aprile, Parma Zuschauer: 2.000 |
| 19. Oktober 2013 14:35 MESZ | Bericht |        |                | Stadio XXV Aprile, Parma Zuschauer: 2.000 |

| 7. Dezember 2013 14:35 MEZ | Zebre   | 10 : 39 | Saracens | Stadio XXV Aprile, Parma Zuschauer: 2.350 |
| 7. Dezember 2013 14:35 MEZ | Bericht |         |          | Stadio XXV Aprile, Parma Zuschauer: 2.350 |

| 8. Dezember 2013 16:00 MEZ | Stade Toulousain | 14 : 16 | Connacht Rugby | Stade Mayol, Toulon Zuschauer: 16.742 |
| 8. Dezember 2013 16:00 MEZ | Bericht          |         |                | Stade Mayol, Toulon Zuschauer: 16.742 |

| 14. Dezember 2013 15:00 WEZ | Saracens | 64 : 3 | Zebre | Allianz Park, London Zuschauer: 7.395 |
| 14. Dezember 2013 15:00 WEZ | Bericht  |        |       | Allianz Park, London Zuschauer: 7.395 |

| 14. Dezember 2013 18:00 WEZ | Connacht Rugby | 9 : 37 | Stade Toulousain | Galway Sportsgrounds, Galway Zuschauer: 7.661 |
| 14. Dezember 2013 18:00 WEZ | Bericht        |        |                  | Galway Sportsgrounds, Galway Zuschauer: 7.661 |

| 11. Januar 2014 15:40 WEZ | Connacht Rugby | 20 : 3 | Zebre | Galway Sportsgrounds, Galway Zuschauer: 5.217 |
| 11. Januar 2014 15:40 WEZ | Bericht        |        |       | Galway Sportsgrounds, Galway Zuschauer: 5.217 |

| 12. Januar 2014 16:00 MEZ | Stade Toulousain | 21 : 11 | Saracens | Stade Ernest-Wallon, Toulouse Zuschauer: 18.838 |
| 12. Januar 2014 16:00 MEZ | Bericht          |         |          | Stade Ernest-Wallon, Toulouse Zuschauer: 18.838 |

| 18. Januar 2014 13:35 WEZ | Saracens | 64 : 6 | Connacht Rugby | Allianz Park, London Zuschauer: 9.614 |
| 18. Januar 2014 13:35 WEZ | Bericht  |        |                | Allianz Park, London Zuschauer: 9.614 |

| 18. Januar 2014 14:45 MEZ | Zebre   | 6 : 16 | Stade Toulousain | Stadio XXV Aprile, Parma Zuschauer: 2.150 |
| 18. Januar 2014 14:45 MEZ | Bericht |        |                  | Stadio XXV Aprile, Parma Zuschauer: 2.150 |

### Gruppe 4
|    | Team                  | Spiele | Siege | Unent. | Ndlg. | Spiel- punkte | Diff. | Bonus- punkte | Tabellen- punkte |
| -- | --------------------- | ------ | ----- | ------ | ----- | ------------- | ----- | ------------- | ---------------- |
| 1. | ASM Clermont Auvergne | 6      | 5     | 0      | 1     | 139:69        | + 70  | 4             | 24               |
| 2. | Harlequins            | 6      | 3     | 0      | 3     | 126:103       | + 23  | 4             | 16               |
| 3. | Scarlets              | 6      | 2     | 1      | 3     | 122:150       | − 28  | 1             | 11               |
| 4. | Racing Métro 92       | 6      | 1     | 1      | 4     | 66:131        | − 65  | 1             | 7                |

| 12. Oktober 2013 15:40 WESZ | Harlequins | 10 : 20 | Scarlets | The Stoop, London Zuschauer: 11.465 |
| 12. Oktober 2013 15:40 WESZ | Bericht    |         |          | The Stoop, London Zuschauer: 11.465 |

| 13. Oktober 2013 21:00 MESZ | Racing Métro 92 | 13 : 9 | ASM Clermont Auvergne | Stade Olympique Yves-du-Manoir, Colombes Zuschauer: 9.357 |
| 13. Oktober 2013 21:00 MESZ | Bericht         |        |                       | Stade Olympique Yves-du-Manoir, Colombes Zuschauer: 9.357 |

| 19. Oktober 2013 18:00 WESZ | Scarlets | 26 : 26 | Racing Métro 92 | Parc y Scarlets, Llanelli Zuschauer: 8.388 |
| 19. Oktober 2013 18:00 WESZ | Bericht  |         |                 | Parc y Scarlets, Llanelli Zuschauer: 8.388 |

| 20. Oktober 2013 16:00 MESZ | ASM Clermont Auvergne | 23 : 16 | Harlequins | Stade Marcel-Michelin, Clermont-Ferrand Zuschauer: 17.631 |
| 20. Oktober 2013 16:00 MESZ | Bericht               |         |            | Stade Marcel-Michelin, Clermont-Ferrand Zuschauer: 17.631 |

| 7. Dezember 2013 14:35 MEZ | ASM Clermont Auvergne | 32 : 11 | Scarlets | Stade Marcel-Michelin, Clermont-Ferrand Zuschauer: 17.140 |
| 7. Dezember 2013 14:35 MEZ | Bericht               |         |          | Stade Marcel-Michelin, Clermont-Ferrand Zuschauer: 17.140 |

| 7. Dezember 2013 16:40 MEZ | Racing Métro 92 | 8 : 32 | Harlequins | Stade de la Beaujoire, Nantes Zuschauer: 29.395 |
| 7. Dezember 2013 16:40 MEZ | Bericht         |        |            | Stade de la Beaujoire, Nantes Zuschauer: 29.395 |

| 14. Dezember 2013 15:40 WEZ | Scarlets | 13 : 31 | ASM Clermont Auvergne | Parc y Scarlets, Llanelli Zuschauer: 7.591 |
| 14. Dezember 2013 15:40 WEZ | Bericht  |         |                       | Parc y Scarlets, Llanelli Zuschauer: 7.591 |

| 15. Dezember 2013 12:45 WEZ | Harlequins | 17 : 3 | Racing Métro 92 | The Stoop, London Zuschauer: 11.502 |
| 15. Dezember 2013 12:45 WEZ | Bericht    |        |                 | The Stoop, London Zuschauer: 11.502 |

| 10. Januar 2014 21:00 MEZ | Racing Métro 92 | 13 : 19 | Scarlets | Stade Olympique Yves-du-Manoir, Colombes Zuschauer: 6.658 |
| 10. Januar 2014 21:00 MEZ | Bericht         |         |          | Stade Olympique Yves-du-Manoir, Colombes Zuschauer: 6.658 |

| 11. Januar 2014 13:35 WEZ | Harlequins | 13 : 16 | ASM Clermont Auvergne | The Stoop, London Zuschauer: 12.816 |
| 11. Januar 2014 13:35 WEZ | Bericht    |         |                       | The Stoop, London Zuschauer: 12.816 |

| 19. Januar 2014 15:00 WEZ | Scarlets | 20 : 22 | Harlequins | Parc y Scarlets, Llanelli Zuschauer: 7.516 |
| 19. Januar 2014 15:00 WEZ | Bericht  |         |            | Parc y Scarlets, Llanelli Zuschauer: 7.516 |

| 19. Januar 2014 16:00 MEZ | ASM Clermont Auvergne | 28 : 3 | Racing Métro 92 | Stade Marcel-Michelin, Clermont-Ferrand Zuschauer: 17.341 |
| 19. Januar 2014 16:00 MEZ | Bericht               |        |                 | Stade Marcel-Michelin, Clermont-Ferrand Zuschauer: 17.341 |

### Gruppe 5
|    | Team                      | Spiele | Siege | Unent. | Ndlg. | Spiel- punkte | Diff. | Bonus- punkte | Tabellen- punkte |
| -- | ------------------------- | ------ | ----- | ------ | ----- | ------------- | ----- | ------------- | ---------------- |
| 1. | Ulster Rugby              | 6      | 6     | 0      | 0     | 179:62        | + 117 | 2             | 26               |
| 2. | Leicester Tigers          | 6      | 4     | 0      | 2     | 159:112       | + 47  | 5             | 21               |
| 3. | Montpellier Hérault Rugby | 6      | 2     | 0      | 4     | 121:124       | − 3   | 3             | 11               |
| 4. | Benetton Rugby Treviso    | 6      | 0     | 0      | 6     | 41:202        | − 161 | 0             | 0                |

| 11. Oktober 2013 20:00 WESZ | Ulster Rugby | 22 : 16 | Leicester Tigers | Ravenhill Stadium, Belfast Zuschauer: 14.026 |
| 11. Oktober 2013 20:00 WESZ | Bericht      |         |                  | Ravenhill Stadium, Belfast Zuschauer: 14.026 |

| 12. Oktober 2013 14:35 MESZ | Benetton Rugby Treviso | 10 : 27 | Montpellier Hérault RC | Stadio Comunale di Monigo, Treviso Zuschauer: 4.635 |
| 12. Oktober 2013 14:35 MESZ | Bericht                |         |                        | Stadio Comunale di Monigo, Treviso Zuschauer: 4.635 |

| 18. Oktober 2013 20:00 WESZ | Leicester Tigers | 34 : 3 | Benetton Rugby Treviso | Welford Road Stadium, Leicester Zuschauer: 19.838 |
| 18. Oktober 2013 20:00 WESZ | Bericht          |        |                        | Welford Road Stadium, Leicester Zuschauer: 19.838 |

| 19. Oktober 2013 16:40 MESZ | Montpellier Hérault RC | 8 : 25 | Ulster Rugby | Stade Yves-du-Manoir, Montpellier Zuschauer: 11.712 |
| 19. Oktober 2013 16:40 MESZ | Bericht                |        |              | Stade Yves-du-Manoir, Montpellier Zuschauer: 11.712 |

| 7. Dezember 2013 18:00 WEZ | Ulster Rugby | 48 : 0 | Benetton Rugby Treviso | Ravenhill Stadium, Belfast Zuschauer: 12.977 |
| 7. Dezember 2013 18:00 WEZ | Bericht      |        |                        | Ravenhill Stadium, Belfast Zuschauer: 12.977 |

| 8. Dezember 2013 15:00 WEZ | Leicester Tigers | 41 : 32 | Montpellier Hérault RC | Welford Road Stadium, Leicester Zuschauer: 21.404 |
| 8. Dezember 2013 15:00 WEZ | Bericht          |         |                        | Welford Road Stadium, Leicester Zuschauer: 21.404 |

| 14. Dezember 2013 14:35 MEZ | Benetton Rugby Treviso | 3 : 35 | Ulster Rugby | Stadio Comunale di Monigo, Treviso Zuschauer: 3.880 |
| 14. Dezember 2013 14:35 MEZ | Bericht                |        |              | Stadio Comunale di Monigo, Treviso Zuschauer: 3.880 |

| 15. Dezember 2013 16:00 MEZ | Montpellier Hérault RC | 14 : 15 | Leicester Tigers | Stade Yves-du-Manoir, Montpellier Zuschauer: 10.859 |
| 15. Dezember 2013 16:00 MEZ | Bericht                |         |                  | Stade Yves-du-Manoir, Montpellier Zuschauer: 10.859 |

| 10. Januar 2014 20:00 WEZ | Ulster Rugby | 27 : 16 | Montpellier | Ravenhill Stadium, Belfast Zuschauer: 14.000 |
| 10. Januar 2014 20:00 WEZ | Bericht      |         |             | Ravenhill Stadium, Belfast Zuschauer: 14.000 |

| 11. Januar 2014 14:35 MEZ | Benetton Rugby Treviso | 19 : 34 | Leicester Tigers | Stadio Comunale di Monigo, Treviso Zuschauer: 4.425 |
| 11. Januar 2014 14:35 MEZ | Bericht                |         |                  | Stadio Comunale di Monigo, Treviso Zuschauer: 4.425 |

| 18. Januar 2014 18:00 WEZ | Leicester Tigers | 19 : 22 | Ulster Rugby | Welford Road Stadium, Leicester Zuschauer: 24.000 |
| 18. Januar 2014 18:00 WEZ | Bericht          |         |              | Welford Road Stadium, Leicester Zuschauer: 24.000 |

| 18. Januar 2014 19:00 MEZ | Montpellier Hérault RC | 24 : 6 | Benetton Rugby Treviso | Stade Yves-du-Manoir Zuschauer: 4.970 |
| 18. Januar 2014 19:00 MEZ | Bericht                |        |                        | Stade Yves-du-Manoir Zuschauer: 4.970 |

### Gruppe 6
|    | Team             | Spiele | Siege | Unent. | Ndlg. | Spiel- punkte | Diff. | Bonus- punkte | Tabellen- punkte |
| -- | ---------------- | ------ | ----- | ------ | ----- | ------------- | ----- | ------------- | ---------------- |
| 1. | Munster Rugby    | 6      | 5     | 0      | 1     | 161:77        | + 84  | 3             | 23               |
| 2. | Gloucester Rugby | 6      | 3     | 0      | 3     | 113:114       | − 1   | 2             | 14               |
| 3. | Edinburgh Rugby  | 6      | 3     | 0      | 3     | 104:141       | − 37  | 0             | 12               |
| 4. | USA Perpignan    | 6      | 1     | 0      | 5     | 112:158       | − 46  | 3             | 7                |

| 12. Oktober 2013 13:35 WESZ | Edinburgh Rugby | 29 : 23 | Munster Rugby | Murrayfield Stadium, Edinburgh Zuschauer: 7.024 |
| 12. Oktober 2013 13:35 WESZ | Bericht         |         |               | Murrayfield Stadium, Edinburgh Zuschauer: 7.024 |

| 12. Oktober 2013 18:00 MESZ | Gloucester Rugby | 27 : 22 | USA Perpignan | Kingsholm Stadium, Gloucester Zuschauer: 11.937 |
| 12. Oktober 2013 18:00 MESZ | Bericht          |         |               | Kingsholm Stadium, Gloucester Zuschauer: 11.937 |

| 19. Oktober 2013 18:00 WESZ | Munster Rugby | 26 : 10 | Gloucester Rugby | Thomond Park, Limerick Zuschauer: 23.510 |
| 19. Oktober 2013 18:00 WESZ | Bericht       |         |                  | Thomond Park, Limerick Zuschauer: 23.510 |

| 20. Oktober 2013 13:45 MESZ | USA Perpignan | 31 : 14 | Edinburgh Rugby | Stade Aimé-Giral, Perpignan Zuschauer: 10.073 |
| 20. Oktober 2013 13:45 MESZ | Bericht       |         |                 | Stade Aimé-Giral, Perpignan Zuschauer: 10.073 |

| 8. Dezember 2013 12:45 WEZ | Munster Rugby | 36 : 8 | USA Perpignan | Thomond Park, Limerick Zuschauer: 23.615 |
| 8. Dezember 2013 12:45 WEZ | Bericht       |        |               | Thomond Park, Limerick Zuschauer: 23.615 |

| 8. Dezember 2013 13:00 WEZ | Edinburgh Rugby | 12 : 23 | Gloucester Rugby | Murrayfield Stadium, Edinburgh Zuschauer: 5.417 |
| 8. Dezember 2013 13:00 WEZ | Bericht         |         |                  | Murrayfield Stadium, Edinburgh Zuschauer: 5.417 |

| 14. Dezember 2013 16:40 MEZ | USA Perpignan | 17 : 18 | Munster Rugby | Stade Aimé-Giral, Perpignan Zuschauer: 11.824 |
| 14. Dezember 2013 16:40 MEZ | Bericht       |         |               | Stade Aimé-Giral, Perpignan Zuschauer: 11.824 |

| 15. Dezember 2013 15:00 WEZ | Gloucester Rugby | 10 : 16 | Edinburgh Rugby | Kingsholm Stadium, Gloucester Zuschauer: 10.975 |
| 15. Dezember 2013 15:00 WEZ | Bericht          |         |                 | Kingsholm Stadium, Gloucester Zuschauer: 10.975 |

| 11. Januar 2014 18:00 WEZ | Edinburgh Rugby | 27 : 16 | Perpignan | Murrayfield Stadium Zuschauer: 5.061 |
| 11. Januar 2014 18:00 WEZ | Bericht         |         |           | Murrayfield Stadium Zuschauer: 5.061 |

| 11. Januar 2014 18:00 WEZ | Gloucester Rugby | 7 : 20 | Munster Rugby | Kingsholm Stadium, Gloucester Zuschauer: 16.121 |
| 11. Januar 2014 18:00 WEZ | Bericht          |        |               | Kingsholm Stadium, Gloucester Zuschauer: 16.121 |

| 19. Januar 2014 12:45 WEZ | Munster Rugby | 38 : 6 | Edinburgh Rugby | Thomond Park, Limerick Zuschauer: 25.600 |
| 19. Januar 2014 12:45 WEZ | Bericht       |        |                 | Thomond Park, Limerick Zuschauer: 25.600 |

| 19. Januar 2014 13:45 MEZ | USA Perpignan | 18 : 36 | Gloucester Rugby | Stade Aimé-Giral, Perpignan Zuschauer: 7.235 |
| 19. Januar 2014 13:45 MEZ | Bericht       |         |                  | Stade Aimé-Giral, Perpignan Zuschauer: 7.235 |

## K.-o.-Runde

### Setzliste
1. Ulster Rugby
2. ASM Clermont Auvergne
3. RC Toulon
4. Munster Rugby
5. Stade Toulousain
6. Leinster Rugby
7. Leicester Tigers
8. Saracens

### Viertelfinale
| 5. April 2014 13:30 WESZ | Munster Rugby | 47 : 23        | Stade Toulousain                                                                                            | Thomond Park, Limerick Zuschauer: 26.200 Schiedsrichter: Nigel Owens (Wales) |
| 5. April 2014 13:30 WESZ | Versuche: Earls 4. erh. Kilcoyne 41. erh. Stander 45. erh. Laulala 63. n.erh. Zebo 73. n.erh. O’Connell 79. erh. Erhöhungen: Keatley (4/6) Straftritte: Keatley (3/4) 15., 22., 61. | (13:9) Bericht | Versuche: Gear 53. erh. Tekori 71. erh. Erhöhungen: Beauxis (2/2) Straftritte: McAlister (3/3) 7., 29., 33. | Thomond Park, Limerick Zuschauer: 26.200 Schiedsrichter: Nigel Owens (Wales) |

| 5. April 2014 17:00 MESZ | ASM Clermont Auvergne                                                                              | 22 : 16        | Leicester Tigers                                                                              | Stade Marcel-Michelin, Clermont-Ferrand Zuschauer: 17.862 Schiedsrichter: Alain Rolland (Irland) |
| 5. April 2014 17:00 MESZ | Versuche: Fofana 21. erh. Erhöhungen: Parra (1/1) Straftritte: Parra (5/6) 14., 26., 34., 40., 65. | (19:7) Bericht | Versuche: Crane 36. erh. Erhöhungen: Williams (1/1) Straftritte: Williams (3/4) 43., 51., 60. | Stade Marcel-Michelin, Clermont-Ferrand Zuschauer: 17.862 Schiedsrichter: Alain Rolland (Irland) |

| 5. April 2014 18:30 WESZ | Ulster Rugby                                                    | 15 : 17       | Saracens                                                                         | Ravenhill Stadium, Belfast Zuschauer: 16.853 Schiedsrichter: Jérôme Garcès (Frankreich) |
| 5. April 2014 18:30 WESZ | Straftritte: Pienaar (3/5) 15., 29., 39. Jackson (2/3) 69., 72. | (9:5) Bericht | Versuche: Ashton 22. n.erh., 67. erh. Botha 48. n.erh. Erhöhungen: Farrell (1/3) | Ravenhill Stadium, Belfast Zuschauer: 16.853 Schiedsrichter: Jérôme Garcès (Frankreich) |

| 6. April 2014 17:30 MESZ | RC Toulon | 29 : 14       | Leinster Rugby                                                        | Stade Mayol, Toulon Zuschauer: 15.252 Schiedsrichter: Wayne Barnes (England) |
| 6. April 2014 17:30 MESZ | Versuche: Chiocci 45. erh. Mitchell 61. erh. Erhöhungen: Giteau (2/2) Straftritte: Wilkinson (2/2) 3., 16. Giteau (2/3) 42., 76. Armitage (1/1) 66. | (6:6) Bericht | Versuche: Murphy 69. n.erh. Straftritte: Gopperth (3/4) 19., 28., 54. | Stade Mayol, Toulon Zuschauer: 15.252 Schiedsrichter: Wayne Barnes (England) |

### Halbfinale
| 26. April 2014 15:40 WESZ | Saracens | 46 : 6         | ASM Clermont Auvergne             | Twickenham Stadium, London Zuschauer: 25.942 Schiedsrichter: Nigel Owens (Wales) |
| 26. April 2014 15:40 WESZ | Versuche: Ashton 7. erh., 64. n.erh. Strafversuch 12. erh. Farrell 31. erh. Wyles 72. erh. Streather 78. erh. Erhöhungen: Goode (5/6) Straftritte: Goode (1/1) 37. Bosch (1/1) 53. | (24:6) Bericht | Straftritte: Parra (2/2) 11., 28. | Twickenham Stadium, London Zuschauer: 25.942 Schiedsrichter: Nigel Owens (Wales) |

| 27. April 2014 16:30 MESZ | RC Toulon                                                                                                  | 24 : 16        | Munster Rugby                                                                             | Stade Vélodrome, Marseille Zuschauer: 37.043 Schiedsrichter: Wayne Barnes (England) |
| 27. April 2014 16:30 MESZ | Straftritte: Wilkinson (6/7) 5., 18., 26., 35., 64., 79. Armitage (1/1) 39. Dropgoals: Wilkinson (1/2) 30. | (18:9) Bericht | Versuche: Zebo 32. erh. Erhöhungen: Keatley (1/1) Straftritte: Keatley (3/4) 7., 29., 33. | Stade Vélodrome, Marseille Zuschauer: 37.043 Schiedsrichter: Wayne Barnes (England) |

### Finale
| 24. Mai 2014 17:00 WESZ | RC Toulon | 23 : 6         | Saracens                           | Millennium Stadium, Cardiff Zuschauer: 67.578 Schiedsrichter: Alain Rolland (Irland) |
| 24. Mai 2014 17:00 WESZ | Versuche: Giteau 29. erh. Smith 59. erh. Erhöhungen: Wilkinson (2/2) Straftritte: Wilkinson (2/2) 53., 63. Dropgoals: Wilkinson (1/1) 37. | (10:3) Bericht | Straftritte: Farrell (2/2) 3., 45. | Millennium Stadium, Cardiff Zuschauer: 67.578 Schiedsrichter: Alain Rolland (Irland) |

| 15                 | Delon Armitage              |              |
| 14                 | Drew Mitchell               |              |
| 13                 | Mathieu Bastareaud          |              |
| 12                 | Matt Giteau                 |              |
| 11                 | Bryan Habana                |              |
| 10                 | Jonny Wilkinson             | 77.          |
| 09                 | Sébastien Tillous-Borde     | 70.          |
| 08                 | Steffon Armitage            |              |
| 07                 | Juan Martín Fernández Lobbe | 21. bis 31.′ |
| 06                 | Juan Smith                  | 71.          |
| 05                 | Danie Rossouw               | 51.          |
| 04                 | Bakkies Botha               | 51.          |
| 03                 | Carl Hayman                 | 56.          |
| 02                 | Craig Burden                | 41.          |
| 01                 | Xavier Chiocci              | 45.          |
| Auswechselspieler: |                             |              |
| 16                 | Jean-Charles Orioli         | 41.          |
| 17                 | France Alexandre Menini     | 45.          |
| 18                 | Martin Castrogiovanni       | 56.          |
| 19                 | Ali Williams                | 51.          |
| 20                 | Virgile Bruni               | 71.          |
| 21                 | Maxime Mermoz               | 77.          |
| 22                 | Michael Claassens           | 70.          |
| 23                 | Jocelino Suta               | 51.          |

| 15                 | Alex Goode           |     |
| 14                 | Chris Ashton         |     |
| 13                 | Marcelo Bosch        |     |
| 12                 | Brad Barritt         |     |
| 11                 | David Strettle       | 69. |
| 10                 | Owen Farrell         | 64. |
| 09                 | Richard Wigglesworth | 50. |
| 08                 | Billy Vunipola       |     |
| 07                 | Jacques Burger       | 61. |
| 06                 | Kelly Brown          |     |
| 05                 | Alistair Hargreaves  | 64. |
| 04                 | Steve Borthwick      |     |
| 03                 | Matt Stevens         | 54. |
| 02                 | Schalk Brits         | 69. |
| 01                 | Mako Vunipola        | 64. |
| Auswechselspieler: |                      |     |
| 16                 | Jamie George         | 69. |
| 17                 | Richard Barrington   | 64. |
| 18                 | James Johnston       | 54. |
| 19                 | Mouritz Botha        | 64. |
| 20                 | Jackson Wray         | 61. |
| 21                 | Neil de Kock         | 50. |
| 22                 | Charlie Hodgson      | 64. |
| 23                 | Chris Wyles          | 69. |

## Statistik
Quelle: Statistik ERC

### Meiste erzielte Versuche
|   | Name             | Versuche | Verein                |
| - | ---------------- | -------- | --------------------- |
| 1 | Chris Ashton     | 11       | Saracens              |
| 2 | Napolioni Nalaga | 5        | ASM Clermont Auvergne |
| 2 | Chris Wyles      | 5        | Saracens              |

### Meiste erzielte Punkte
|   | Name            | Punkte | Verein         |
| - | --------------- | ------ | -------------- |
| 1 | Jonny Wilkinson | 113    | RC Toulon      |
| 1 | Ian Keatley     | 90     | Munster Rugby  |
| 3 | Jimmy Gopperth  | 69     | Leinster Rugby |
| 4 | Dan Biggar      | 65     | Ospreys        |
| 5 | Owen Farrell    | 64     | Saracens       |
| 5 | Rhys Priestland | 64     | Scarlets       |